# Aleksandar Janinović
Aleksandar Aco Janinović (Kruče, 17. april 1942 - Ulcinj, 2020) bio je crnogorski novinar i publicista.

## Biografija
Rođen je 17. aprila 1942. godine u selu Kruče u blizini Ulcinja. Osnovnu školu završio je u Ulcinju, Učiteljsku u Nikšiću, a studije srpskohrvatskog jezika i književnosti u Sarajevu.
Radio je u dnevnom listu Pobjeda gdje je više od tri decenije bio dopisnik iz Ulcinja, pa je najvažniji dio njegovog novinarskog opusa svojevrsna hronika dešavanja u najjužnijem crnogorskom gradu. Najinteresantnije priče, osvrti, zapisi i reportaže iz njegove rubrike „Ulcinjske skice”, objedinjene su u istoimenim knjigama.
Janinović je bio i prosvjetni, kulturni i društveno-politički radnik. Bio je pomoćnik direktora ulcinjske Osnovne škole „Maršal Tito”, zatim direktor ulcinjskog Centra za kulturu, član Centralnog komiteta Saveza komunista Crne Gore i sekretar Opštinskog komiteta Saveza komunista Ulcinja.
Dobitnik je brojnih nagrada i priznanja.

## Knjige
- Ulcinjske skice, Nova Pobjeda, Podgorica 2017.
- Ulcinjske skice 2, Nova Pobjeda, Podgorica 2019.

## Spoljašnje veze
- Preminuo Aleksandar Jovanović